# Powstańcze Oddziały Specjalne „Jerzyki”
Powstańcze Oddziały Specjalne „Jerzyki” (POS „Jerzyki”) – polska wojskowo-cywilna organizacja konspiracyjna, działająca w okresie od jesieni 1939 r. do stycznia 1945 r. na obszarze Generalnego Gubernatorstwa i części ziem wcielonych do Rzeszy.

## Zarys historyczny

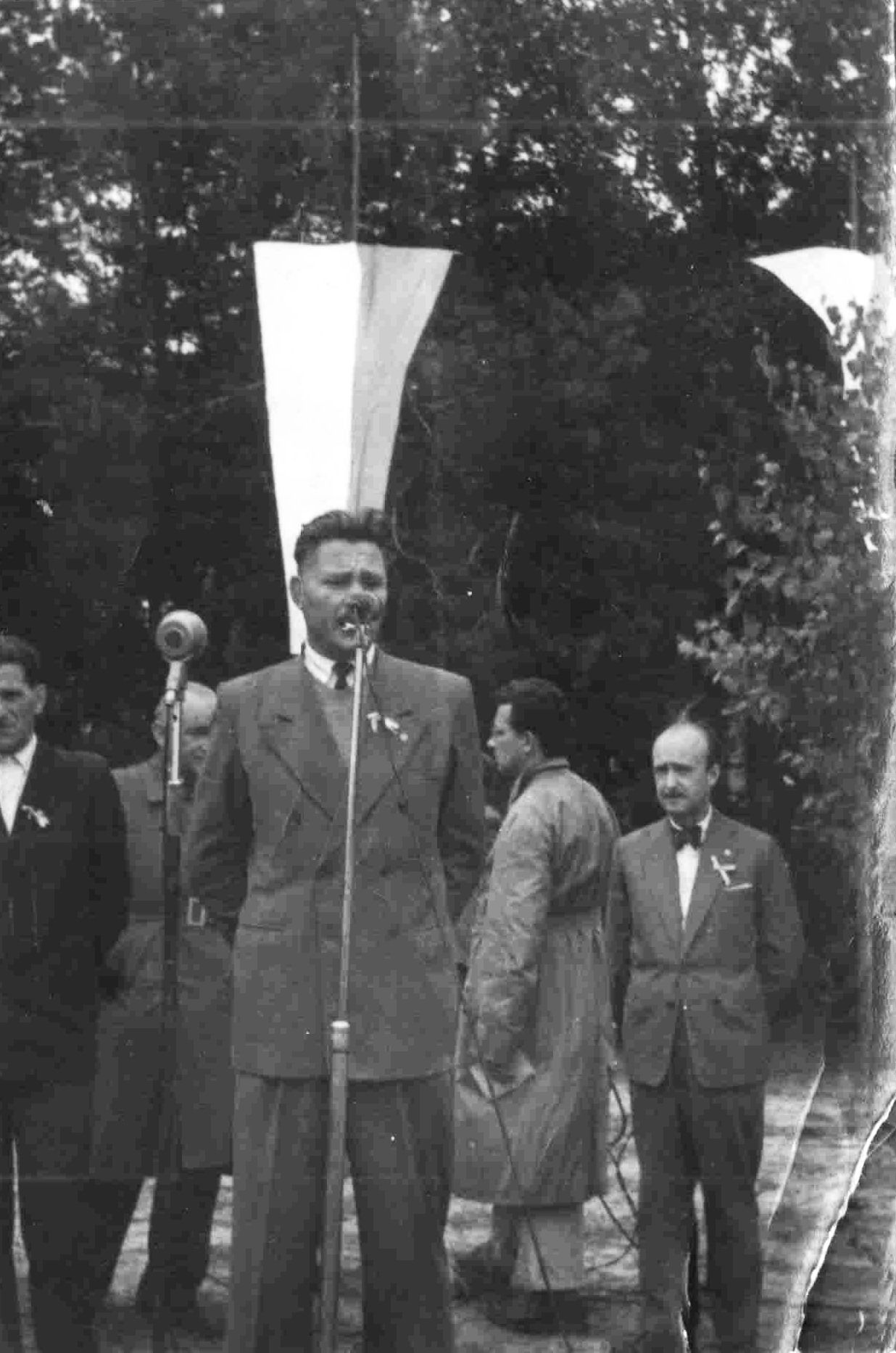
Jerzy Strzałkowski, twórca i d-ca POS „Jerzyki”; w. Pociecha, 1957 r.

Idea utworzenia organizacji pojawiła się na krótko przed kapitulacją Warszawy podczas ustaleń komendanta obrony stolicy, gen. Waleriana Czumy z prezydentem miasta Stefanem Starzyńskim. W ich wyniku S. Starzyński polecił por. rez. Jerzemu Strzałkowskiemu, byłemu prezesowi Związku Młodzieży z Dalekiego Wschodu, powołanie na okres okupacji organizacji podziemnej.
W pierwszych dniach października 1939 r. na bazie Związku doszło do utworzenia Powstańczych Oddziałów Specjalnych. W późniejszym okresie do organizacji przystąpiły inne grupy, m.in. harcerze i młodzież studencka. Podstawowym celem działalności była walka o wolność i niepodległość Polski i przygotowania do powstania powszechnego. Organizacja realizowała cele ogólnonarodowe, stosując walkę zbrojną (prowadzenie szkolenia wojskowego, sabotaż i dywersja, walka partyzancka) oraz działalność cywilną (tajne nauczanie, opieka i pomoc osieroconym, bądź bezdomnym dzieciom, wydawanie i kolportaż pism konspiracyjnych, przerzucanie przez granicę zagrożonych ludzi, legalizacja, samoobrona ludności).
Istniał także specjalny oddział „Jerzyków” pod dowództwem por. Aleksandra Choderskiego ps. „Szurik”, który w ramach pomocy dla ludności żydowskiej wykonał wiele akcji (w tym akcje zbrojne) w ich obronie, np.:
- wyprowadzenie z getta warszawskiego ok. 250 osób,
- uratowanie z gett na Podolu i we Lwowie kilkudziesięciu osób, które skierowano do oddziałów partyzanckich,
- pomoc na rzecz powstańców żydowskich z getta warszawskiego (uzbrojenie, żywność, przerzuty ludzi) połączona z działaniami dywersyjnymi i zbrojnymi.

W początkowym okresie życie organizacji toczyło się w rejonie Fortu Okęcie.
Do marca 1943 r. organizacja działała samodzielnie, współpracując na różnych szczeblach organizacyjnych i w różnym zakresie z innymi organizacjami konspiracyjnymi, jak Służba Zwycięstwu Polski – Związek Walki Zbrojnej – Armia Krajowa, Konfederacja Narodu, Bataliony Chłopskie, Gwardia Ludowa. Komenda Główna POS znajdowała się w Warszawie.
9 marca 1943 r. doszło do scalenia POS z AK pod względem wojskowym z zachowaniem odrębności i struktury organizacyjnej. W tym czasie zmieniła się też nazwa organizacji na Powstańcze Oddziały Specjalne „Jerzyki” (ostatni jej człon pochodził od pseudonimu komendanta J. Strzałkowskiego). Według oceny Komendy Rezerw KG AK POS „Jerzyki” liczyły w latach 1942–1943 ok. 12 tys. ludzi (prawdopodobnie liczba mocno zawyżona).
Natomiast kierownictwo okręgu łódzkiego, nie podporządkowując się tej decyzji, w dniu 7 lipca 1943 r., przyjęło program polityczny PPR oraz hasła programowe Związku Patriotów Polskich i utworzyło nową organizację konspiracyjną pn. Polska Partia Pracy „Wyzwolenie” podporządkowując ją PPR na zasadzie autonomii.
Na tymże zebrania ukonstytuowało się kierownictwo PPP „Wyzwolenie” w składzie: Brzosko Konstanty, ps. „Kostek” (przew.), Jarosz Antoni, ps. Belfer” (wiceprzew.), Stołowski Wincenty, ps. „Zielonka” (sekr.), Melaniuk Władysław, ps. „Bielas” (czł.), Zakrzewski Władysław, ps. „Władzio” (czł.), Schindler Rajmund, ps. „Ojciec” (czł.) i Sadzak Krystyna, ps. „Krysia” (czł.). Zebranie, na którym podjęto tę decyzję odbyło się w Zgierzu, przy Ludendorfstr. (Sieradzkiej) 9/11.
Decyzję tę poprzedziło kształtowanie ideologiczne członków dotychczasowej POS „Jerzyki” na naradach i odprawach, wspomagane przez stały kontakt z członkami PPR z Warszawy oraz członkami KZMP na terenie Zgierza, przy czym utrzymywano do końca stały kontakt z Komendą Główną POS „Jerzyki”.
W formach działalności nowej organizacji kontynuowano dotychczasowe działania POS „Jerzyki”. Według danych na 1974 r. przez łódzki POS „Jerzyki” – PPP „Wyzwolenie” w okresie ich działalności przeszło co najmniej 222 członków. W lutym 1945 r. kierownictwo PPP „Wyzwolenie” – w oparciu o dekret o zaprzestaniu działalności przez okupacyjne organizacje ruchu oporu w Polsce – wydało rozkaz o samorozwiązaniu i zaapelowało do członków o wstępowanie w szeregi organizacji uznawanych przez lubelski Rząd Polski. W 1. dekadzie lutego 1945 r. Konstanty Brzosko i Wincenty Stołowski przekazali na wezwanie Wojewódzkiego Urzędu Bezpieczeństwa Publicznego (WUBP) w Łodzi akta organizacyjne, krótki opis okupacyjnej działalności, pieczęcie (okrągłą i podłużną), maszynę do pisania oraz powielacz, tym samym definitywnie kończąc działalność POS „Jerzyki” – PPP „Wyzwolenie” w okręgu łódzkim.
Po kapitulacji powstania warszawskiego Komenda Główna POS „Jerzyki” przeniosła się do Milanówka. Po nawiązaniu łączności z Obwodem AK „Hajduki-Hallerowo” oraz oddziałami „Jerzyków” z zachodniego rejonu podwarszawskiego AK, prowadzono dalej akcje dywersyjne i sabotażowe na zapleczu frontu niemieckiego. Organizowano też pomoc dla ludności cywilnej, a także ukrywających się powstańców.
17 stycznia 1945 r. Komendant Główny POS „Jerzyki” wydał rozkaz rozwiązujący organizację. Podziękował w nim wszystkim żołnierzom i działaczom za udział i wkład w walkę o niepodległość ojczyzny i polecił aktywnie włączyć się do prac nad odbudową kraju.
W ciągu 1945 r. nastąpiły liczne aresztowania członków organizacji. W latach 1945–1946 w porozumieniu z Ministerstwem Obrony Narodowej i Ministerstwem Bezpieczeństwa Publicznego b. Komendant Główny POS „Jerzyki” stanął na czele Komisji Likwidacyjnej AK-POS „Jerzyki”. Byłym żołnierzom i członkom organizacji zostały wydane zaświadczenia stwierdzające m.in. posiadany stopień wojskowy i odznaczenia nadane za walkę i działalność konspiracyjną.
Dekretem z 11 listopada 1987 r. został nadany sztandarowi POS „Jerzyki” Krzyż Złoty Orderu Virtuti Militari.
Obecnie istnieje Stowarzyszenie Żołnierzy Powstańczych Oddziałów Specjalnych „Jerzyki” z siedzibą w Warszawie, które corocznie w pierwszą niedzielę września, organizuje pod pomnikiem „Jerzyków” we wsi Pociecha – specjalną uroczystość dla upamiętnienia poległych kolegów.

## Walka zbrojna
W ramach POS „Jerzyki” działało kilka oddziałów partyzanckich:
- rtm. Józefa Ostoi-Gajewskiego ps. „Tomek” (działający od października 1943 r. w lasach łukowskich w sile ok. 40 ludzi),
- rtm. Tarnawskiego ps. „Ogończyk” (działający od października 1943 r. w rejonie Cegłowa),
- por. Czesława Czyżkowskiego ps. „Ojciec”, „Czesiek” (działający od maja 1943 r. w rejonie Pilawy w sile ok. 35 ludzi, w lutym 1944 r. przydzielono go jako dywizyjną kompanię saperów do 27. Wołyńskiej Dywizji Piechoty AK),
- por. Henryka Lefika ps. „Tarzan” (działający od czerwca 1944 r. w szeregach 9. Wileńskiej Brygady AK w rejonie Mołodeczna w sile ok. 100 ludzi),
- por. Telesfora Badetko ps. „Tesiek” (działający od jesieni 1943 r. w Puszczy Białej w ramach Grupy Operacyjnej AK „Wschód”),
- batalion pod dowództwem Komendanta Głównego POS „Jerzyki” por. Jerzego Strzałkowskiego działający w Puszczy Kampinoskiej w okresie sierpień – wrzesień 1944 r. w sile ok. 350 ludzi, a 250 żołnierzy wzięło udział w bitwie pod przysiółkiem Pociecha trwającej od 28 sierpnia do 2 września 1944 r. Zginęło 23 żołnierzy, a ok. 30 zostało rannych.
- Harcerska Kompania Szturmowa „Jerzyki” z Wołomina.

Przeprowadziły one wiele akcji zbrojnych, jak:
- na obszarze tzw. Kraju Warty kilkadziesiąt piątek sabotażowych prowadziło sabotażową działalność głównie w zakładach przemysłowych,
- w styczniu 1943 r. patrol dowodzony przez pchor. Zbigniewa Dancewicza ps. „Miś” w okolicy stacji kolejowej Ożarów Mazowiecki wykoleił pociąg towarowy z dostawami na front wschodni,
- w maju 1943 r. patrol pchor. Józefa Borowicza ps. „Cygan” opanował na pewien czas siedzibę organizacji Todt przy ul. Świętokrzyskiej w Warszawie, w której bez strat własnych zdobył 2 pistolety maszynowe, 5 pistoletów oraz znaczną ilość amunicji i kartek żywnościowych,
- w lipcu 1943 r. patrol por. Telesfora Badetko ps. „Wiktor” zaatakował budynek ochrony huty „Vitrum” w Wołominie; przy niewielkich stratach własnych zdobyto 4 pistolety maszynowe, 2 pistolety, amunicję oraz 3 maszyny do pisania.

W II półroczu 1943 r. i I półroczu 1944 r. nastąpiło nasilenia akcji sabotażowych na liniach kolejowych i szlakach komunikacyjnych:

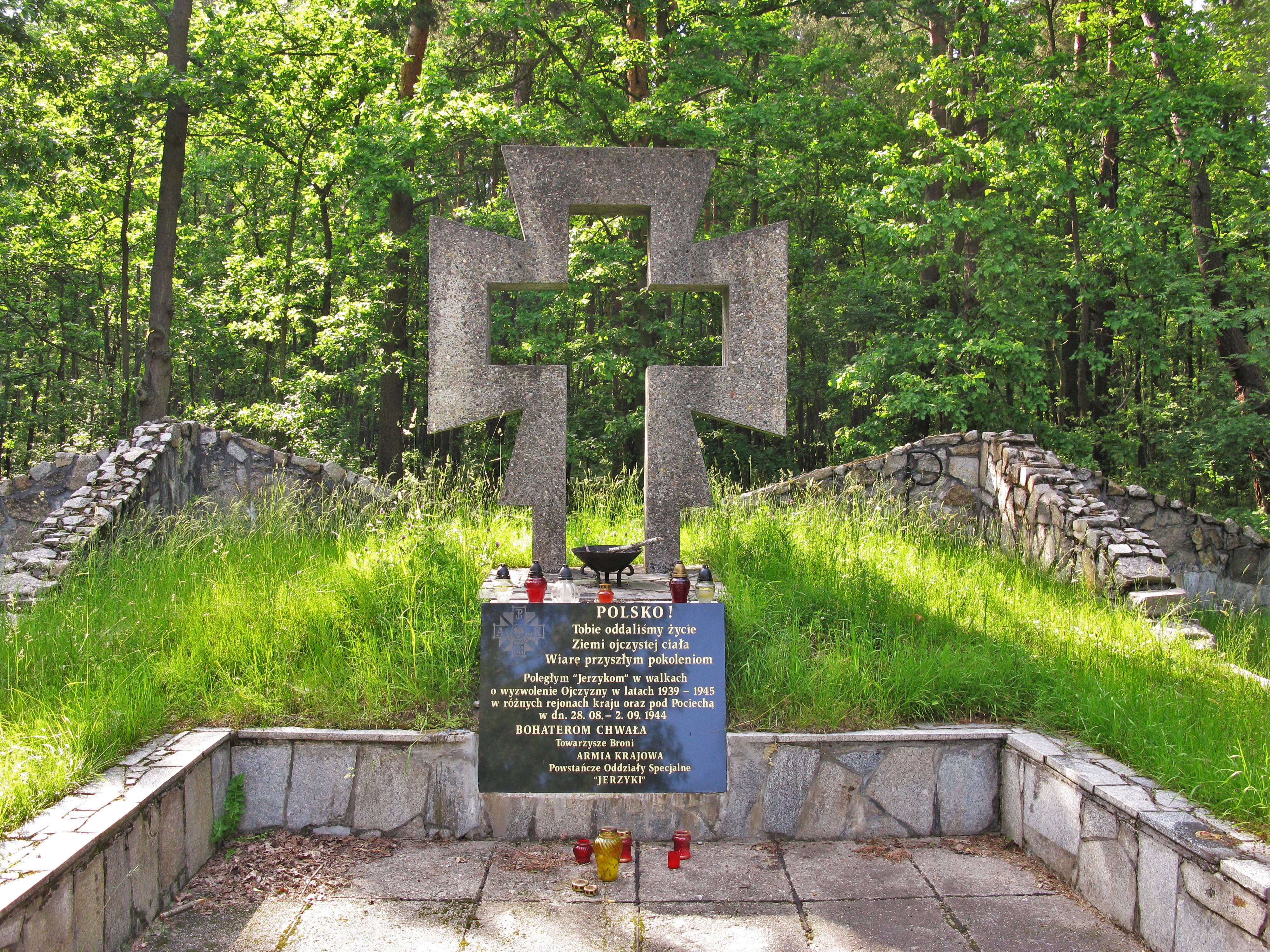
Krzyż upamiętniający bitwę oddziału Jerzyków z formacją RONA pod Pociechą w Puszczy Kampinoskiej w dniach 28 sierpnia – 2 września 1944 roku

- na linii kolejowej Warszawa – Małkinia patrole por. Jana Chajeckiego ps. „Marysia” dokonały licznych akcji na transporty kolejowe, zdobywając wiele sprzętu i wyposażenia,
- na liniach kolejowych Łuków – Brześć nad Bugiem i Łuków – Lublin patrole por. Jana Krokowicza ps. „Lech” wykoleiły pociągi towarowe w pobliżu przystanku Misie (listopad 1943 r.) i stacji kolejowej Bedlno (kwiecień 1944 r.),
- w czerwcu 1944 r. patrol pchor. Przemysława Jaskorzyńskiego opanował stację kolejową Sarny (powiat Łuków), zdobywając z transportu kolejowego sprzęt medyczny i leki, rozbrojono też 20 żołnierzy niemieckich,
- w lipcu 1943 r. grupa członków organizacji na czele z pchor. Edwardem Szymańskim ps. „Edek” zgłosiła się do pracy w Organizacji Todt i została skierowana do pracy na kolei w Pskowie, gdzie spowodowała m.in. pożar zbiorników z ropą naftową oraz uszkodziła wieżę ciśnień,
- we wrześniu 1943 r. patrol ppor. Henryka Lefika ps. „Tarzan”, działający w ramach 9. Brygady Wileńskiej AK, zdobył w miasteczku Żuprany magazyn medyczny, skąd zabrano 2 samochody leków i sprzętu medycznego,
- w maju 1943 r. patrol ppor. Kazimierza Strzałkowskiego ps. „Ziuk” w zasadzce w pobliżu miejscowości Kurowice, na szosie Lwów – Złoczów, rozbił kolumnę pojazdów transportowych, zdobywając m.in. 21 pistoletów maszynowych, 5 karabinów, broń krótką i 3 skrzynki granatów.

Oddziały POS „Jerzyki” lub żołnierze wywodzący się z tej organizacji brali też udział w powstaniu warszawskim w składzie następujących jednostek AK:
- Pułku Dyspozycyjnego KG AK „Baszta” na Mokotowie (na bazie trzech kompanii „Jerzyków” utworzono dwa bataliony),
- Batalionu „Miotła” (40-osobowy pluton POS „Jerzyki”),
- Batalionu „Chrobry II” na terenie Śródmieścia – Północ,
- Batalionu „Czata 49",
- Batalionu „Parasol” na Woli i Starówce,
- Zgrupowania „Kryska” i Grupy Bojowej „Krybar” na Powiślu,
- Batalionu „Zaremba-Piorun” w Śródmieściu – Południe,
- Pułku „Garłuch-Madagaskar” na Okęciu.

## Centralna struktura organizacyjna
- Komendant Główny – por. rez. Jerzy Strzałkowski ps. „Sybirak”, „Jerzy”,
- zastępcy Komendanta Głównego:
  - por. Ludwik Kotowski ps. „Ludwik” (od lipca 1941 r. do lipca 1943 r.),
  - por. Janusz Marszałek ps. „Janusz”, „Sałabuda” (od lipca 1943 r. do stycznia 1944 r.),
  - por. Michał Panasik ps. „Szczęsny” (od stycznia 1944 r. do stycznia 1945 r.).

Zakres działania zastępców Komendanta Głównego obejmował zagadnienia organizacyjne oraz prowadzenie szkolenia wojskowego.
- Szef Organizacyjny – Zdzisław Pajewski ps. „Zych” (od października 1939 r. do stycznia 1945 r.),
- komendant Szkół Podchorążych – mjr Tadeusz Grzeszczyński ps. „Zawisza” (od listopada 1939 r. do października 1944 r.),
- Szefostwo Tajnego Nauczania – prof. Michał Wawrzynowski ps.Znachor (od października 1939 r. do maja 1943 r.), prof. Stefan Łopato (od października 1939 r. do stycznia 1945 r.),
- Szef Wychowania Patriotycznego – Janusz Pietrzykowski ps. „Korek” (od października 1939 r. do stycznia 1945 r.),
- Szef Służby Zdrowia – dr med. Irena Gaweda (od maja 1940 r. do stycznia 1945 r.),
- Komórka Legalizacyjna – por. NN ps. „Maria” (do marca 1944 r.), pchor. Tadeusz Gruchacz ps. „Zagłoba”,
- Szefostwo Adiutantury – kpt. Wiktor Jeżewski ps. „Hanka” (od lipca 1943 r. do stycznia 1945 r.), Konstanty Piotrowski ps. „Kostek” (od października 1939 r. do września 1944 r.).

Ponadto w skład Komendy Głównej POS „Jerzyki” wchodzili: Barbara Dietrych-Wachowska ps. „Baśka” (odpowiadała za sprawy kobiet), Longin Izydorczak ps. „Lonia” (sprawy wydawnictw konspiracyjnych), por. Zygmunt Sabiłło ps. „Łabędź” (sprawy organizacyjne struktur terenowych).

## Struktura organizacyjna w terenie
POS „Jerzyki” miały zmienną strukturę organizacyjną w terenie. Generalnie istniało 8 Okręgów, które dzieliły się na rejony:
- Okręg Warszawa – Miasto (działał od października 1939 r. do października 1944 r.) – por. Ludwik Kotowski ps. „Ludwik”, por. Janusz Marszałek ps. „Janusz”, „Sałabuda”, por. Michał Panasik ps. „Szczęsny”,
- Okręg Warszawski (działał od listopada 1939 r. do stycznia 1945 r.) – por. Zygmunt Sabiłło ps. „Łabędź”,
- Okręg Pomorski (działał od listopada 1939 r. do czerwca 1943 r.) – kpt. Wiktor Jeżewski ps. „Hanka”,
- Okręg Łódzki (działał od listopada 1939 r. do stycznia 1945 r.) – Marian Szczęsnowicz (do połowy 1940 r.), Franciszek Kotyński (do jesieni 1940 r.), por. Konstanty Brzosko ps. „Kostek” (do 7 VII 1943, tj. do czasu odłączenia się okręgu łódzkiego)[5]
- Okręg Krakowski (działał od listopada 1939 r. do października 1943 r.) – ppor. Antoni Kotkowicz (do października 1943 r., kiedy Okręg przekazano AK),
- Okręg Lubelski (działał od października 1939 r. do lipca 1944 r.) – por. Romuald Andrzejewski ps. „Romek”,
- Okręg Ciechanowski (działał od czerwca 1940 r. do sierpnia 1943 r.) – por. Rutkowski ps. „Ojciec” (do sierpnia 1943 r., kiedy Okręg przekazano AK),
- Okręg Podlaski (działał od stycznia 1943 r. do lipca 1944 r.) – por. Karol Lachowski ps. „Karol”.

Struktura organizacyjna oparta była na systemie kompanii, bądź samodzielnych plutonów; najmniejszą jednostką terenową była 5-7-osobowa drużyna.

## Wydawane pisma

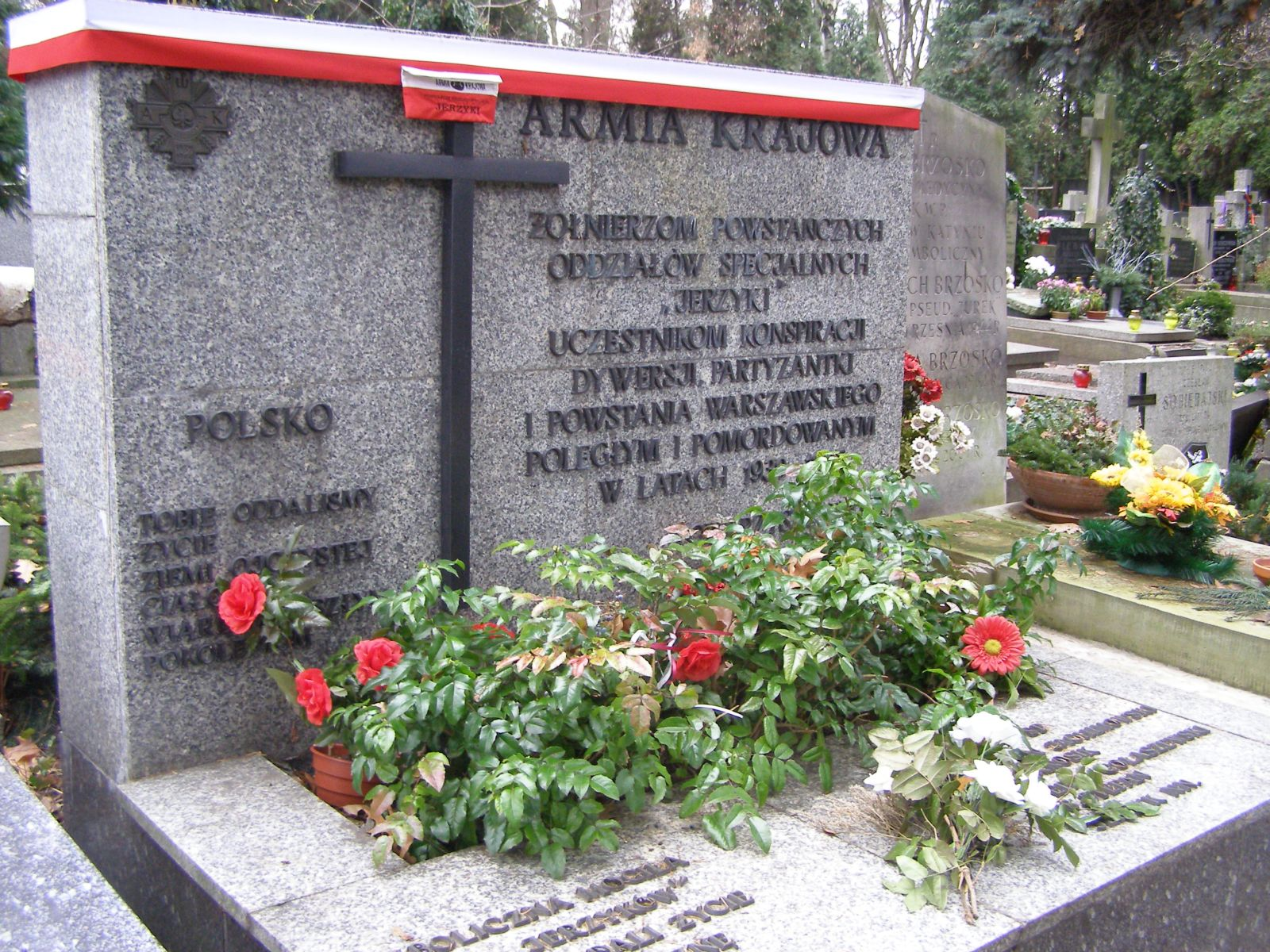
Pomnik „Jerzyków” na cmentarzu Powązkowskim

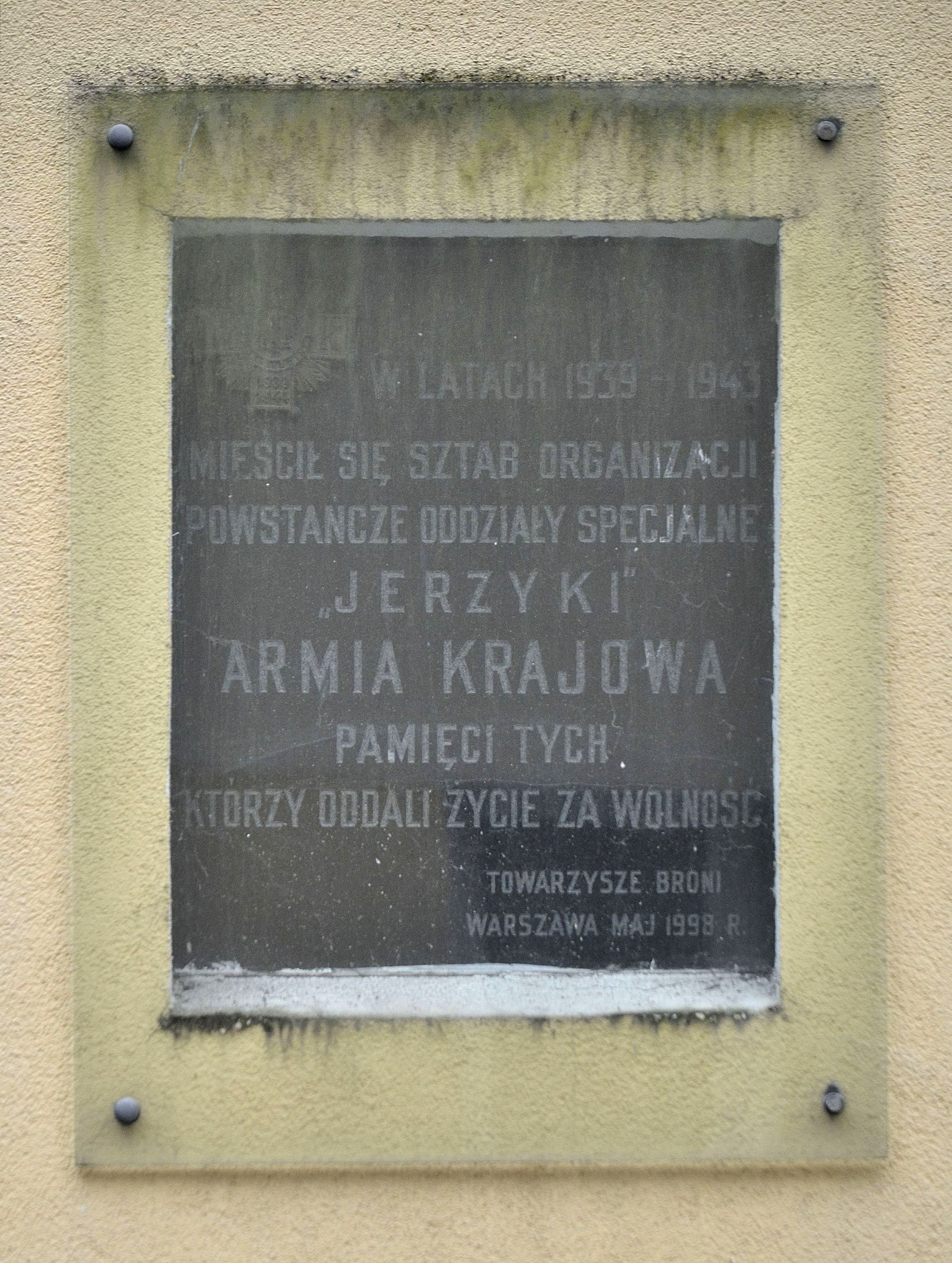
Tablica pamiątkowa „Jerzyków” na domu przy ul. Ludwiki 3 w Warszawie

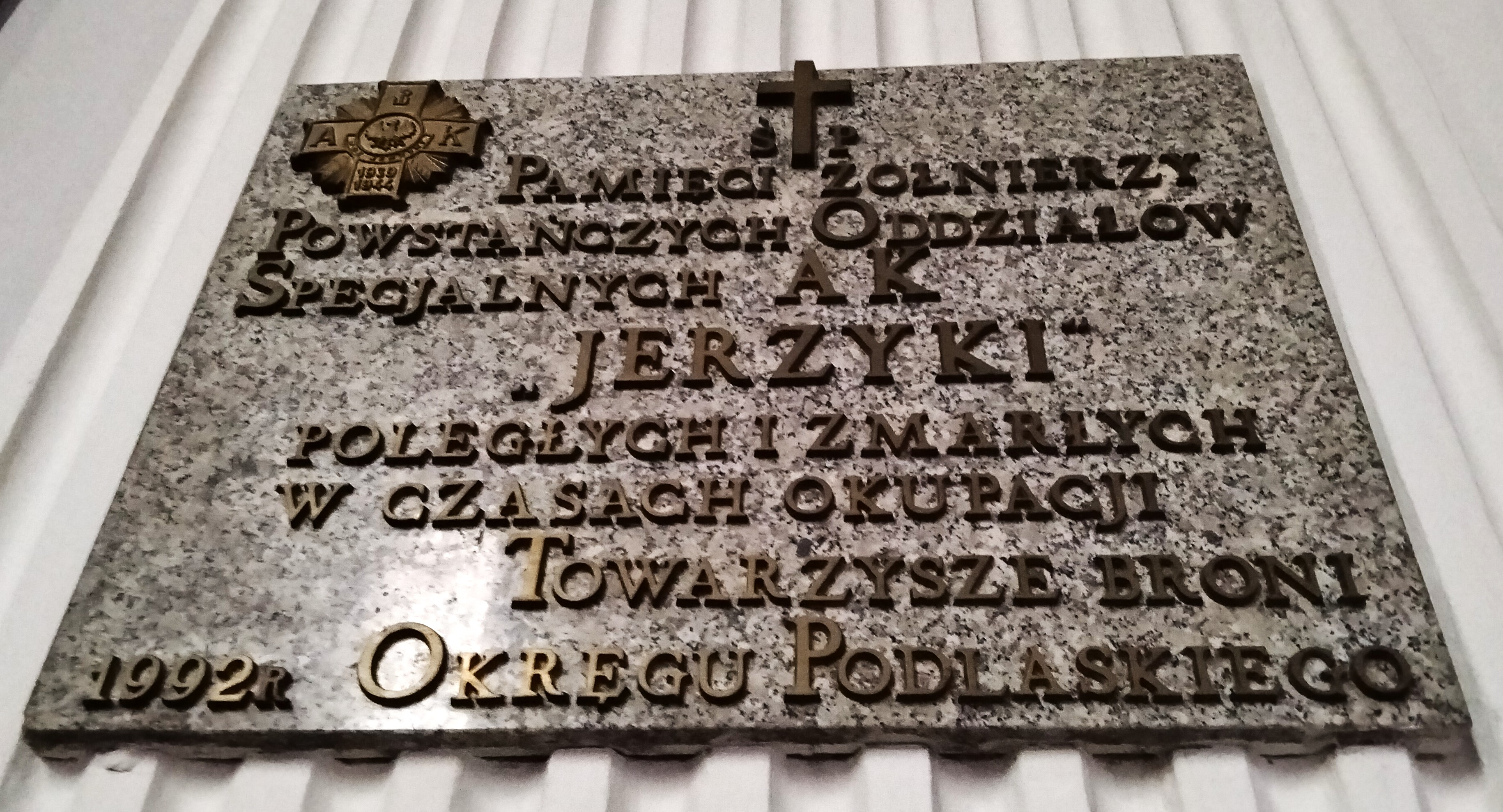
Tablica pamiątkowa w kościele Trójcy Świętej w Radzyniu Podlaskim

- „Z dnia na dzień” (wydawany wspólnie ze Służbą Zwycięstwu Polski),
- „Dzień”,
- „Jerzyki”,
- „Plan” (wydawany nieregularnie),
- „Monitor Informacyjny” (powielany wtórnie, wydawany wspólnie ze Związkiem Polski Niepodległej),
- „Reduta”.

## Miejsca upamiętniające POS „Jerzyki”
- w pobliżu miejscowości Jerzyska, pow. Węgrów, znajduje się pomnik poległych żołnierzy POS „Jerzyki”,
- pomnik – krzyż ku czci poległych żołnierzy POS „Jerzyki” znajduje się pod wsią Pociecha[6][7],
- na ścianie kościoła św. Karola Boromeusza przy ul. Chłodnej w Warszawie umiejscowiona jest tablica poświęcona pamięci żołnierzy POS „Jerzyki”, poległych w walce o wolną Polskę, m.in. w powstaniu warszawskim,
- na ścianie bloku mieszkalnego przy ul. Ludwiki 3 w Warszawie umieszczona jest tablica upamiętniająca istnienie w tym budynku w latach okupacji tajnej komendy POS „Jerzyki”.